# Loch Sunart
Le loch Sunart (gaélique écossais : loch Shuaineart) est un loch de mer sur la cote ouest de l'Écosse. Le loch Sunart s'étend à l'ouest de la mer, bordée au nord par le district Ardnamurchan de Sunart et au sud par le district de Morvern. Un affluent du loch Sunart, le loch Teacuis, coule au sud-est dans le Morvern.
Avec 31 kilomètres, il est le plus long loch de mer dans le district de Highland. La profondeur maximale du lac est de 124 mètres à l'est de Càrna, à l'entrée du loch Teacuis. Deux grandes îles se trouvent dans le loch, Oronsay et Carna; Risga, elle se trouve entre les deux grandes îles, et Eilean Mor, se trouve à l'extrémité intérieure du loch en face de Beinn Resipol.
Depuis les années 1980, une très grande partie du loch est louée pour l'aquaculture et la pisciculture. À l'origine, seul le saumon était élevé, mais maintenant la pisciculture s'est un peu diversifiée.